# 메트로폴리스 (2001년 영화)
《메트로폴리스》(Metropolis)는 2001년에 제작된 일본의 애니메이션이다. 1949년의 테즈카 오사무의 동명 만화를 리메이크한 작품으로, 줄거리와 주제는 대략 1927년에 제작된 프리츠 랭의 무성영화 《메트로폴리스》에서 영감을 받은 작품이다.

## 줄거리
미래의 도시 메트로폴리스에서는 지구라트이라는 높은 건물이 들어선다. 로봇때문에 직업을 잃은 하민층들은 이것을 계기로 불만이 폭발하기 일보 직전이었다. 신사쿠 반이라는 이름을 가진 탐정은 케니치라는 어린사촌과 같이 라프톤박사의 행방을 조사하는데, 로크에 의해 라프톤박사의 실험실이 불타는 것을 목격하게 된다. 살해되지 않은 티마는 케니치에게 구해지고 나중에 로크에게 끈질긴 추격을 받게 된다. 티마는 결국 듀크 경에 발견되고 지구라트에 끝내 끌려가지만 케니치에게 구해진다. 지구라트는 폭발하고 케니치는 로봇들에게 티마의 부속품을 받고 메트로폴리스에
남아 남은 로봇들과 전파상을 차린다.

## 등장인물
- 켄이치- 테즈카의 아톰을 닮은 캐릭터. 라프톤 의사를 잡으려고 삼촌과 메트로폴리스에 도착한다. 불타는 라프톤의 실험실에서 티마와 같이 탈출한 후에 둘 사이에 사랑이 싹든다. 여리고 순진하지만 여러면에서 굳센 캐릭터이다.
- 티마 - 듀크경의 죽은 딸을 모델로 한 로봇. 메트로폴리스의 다른 로봇과 달리 거의 완벽한 인간의 외모를 소유하고 있다.
- 듀크 경 - 메트로폴리스의 지구라트를 건축한 자. 로크를 마르더크란 특수경찰의 대장으로 세우고 법을 어긴 로봇들을 없앤다. 지구라트를 세계를 정복할 무기라는 사실을 대중에게 숨기고 티마를 이용해 세계를 조종하려고 한다.
- 로크 - 전쟁 중에 듀크 경에게 입양된 고아. 티마가 듀크 경의 사랑을 받게 된다는 게 질투나서 티마를 죽이려고 한다. 이것이 실패하자 티마와 켄이치를 끝까지 쫓으며 듀크 경을 최후의 순간까지 보호한다.

## 같이 보기
- 데즈카 오사무